# Javier Rojo
Francisco Javier Rojo García (ur. 2 marca 1949 w Pampelunie) – hiszpański i baskijski polityk, działacz związkowy oraz samorządowiec, deputowany i senator, w latach 2004–2011 przewodniczący Senatu.

## Życiorys
Uzyskał dyplom mistrza przemysłowego w zakresie grafiki, pracował jako litograf. W połowie lat 70. dołączył do związku zawodowego UGT i następnie do Hiszpańskiej Socjalistycznej Partii Robotniczej. Był członkiem organów legislacyjnych i wykonawczych w prowincji Álava, radnym miejskim w Vitorii i wiceburmistrzem tej miejscowości.
W latach 1982–1993 sprawował mandat posła do Kongresu Deputowanych II, III i IV kadencji. Później do 2011 przez pięć kadencji zasiadał w Senacie. W latach 2001–2002 wchodził w skład parlamentu Kraju Basków, a w 2002 został sekretarzem PSOE ds. polityki instytucjonalnej. Od 2004 do 2011 pełnił funkcję przewodniczącego wyższej izby hiszpańskiego parlamentu.